# North (Familienname)
North (dt. Norden) ist ein englischer Familienname.

## Herkunft und Bedeutung
North steht für eine Person, die aus dem Norden stammt.

## Namensträger
- Alan North (1920–2000), US-amerikanischer Schauspieler
- Alex North (1910–1991), US-amerikanischer Komponist
- Alfred John North (1855–1917), australischer Vogelkundler
- Andrew North (1912–2005), US-amerikanische Schriftstellerin, siehe Andre Norton
- Andy North (* 1950), US-amerikanischer Golfspieler
- Astrid North (1973–2019), deutsche Soulsängerin
- Austin North (* 1996), US-amerikanischer Schauspieler
- Camilla North (* 1984), norwegische Sängerin, Songwriterin und Model
- Caroline North (* 1991), Schweizer Bergführerin und Bergsteigerin
- Chandra North (* 1973), US-amerikanisches Model
- Charles North, 5. Baron North (1635–1691), englischer Adliger und Politiker
- David North (* 1950), US-amerikanischer Parteifunktionär (Socialist Equality Party)
- Douglass North (1920–2015), US-amerikanischer Ökonom und Wirtschaftshistoriker
- Dudley North, 3. Baron North (1582–1665), englischer Adliger und Politiker
- Dudley North, 4. Baron North (1602–1677), englischer Adliger, Politiker und Schriftsteller
- Dudley North (Ökonom) (1641–1691), englischer Händler, Ökonom und Politiker
- Dudleya North (1675–1712), britische Orientalistin
- Dwight O. North (1909–1998), US-amerikanischer Physiker
- Edmund H. North (1911–1990), US-amerikanischer Drehbuchautor
- Edward North, 1. Baron North (um 1496–1564), englischer Politiker
- Francis North, 1. Baron Guilford (1637–1685), englischer Adliger und Lord Keeper of the Great Seal
- Francis North, 1. Earl of Guilford (1704–1790), englischer Politiker
- Frederick North, 2. Earl of Guilford (Lord North; 1732–1792), britischer Politiker
- Frederick North, 5. Earl of Guilford (Lord Guilford; 1766–1827), britischer Kolonialbeamter und Philhellene
- Gary North (1942–2022), US-amerikanischer Wirtschaftshistoriker und Autor
- Gary L. North (* 1954), pensionierter General der US Air Force
- George North (* 1992), walisischer Rugby-Union-Spieler
- Gottfried North (1920–2003), deutscher Postbeamter, Philatelist und Posthistoriker
- Helen F. North (1921–2012), US-amerikanische Klassische Philologin
- Herbert Luck North (1871–1941), britischer Architekt
- Jade North (* 1982), australischer Fußballspieler
- Jay North (1951–2025), US-amerikanischer Schauspieler
- Jean North (1828–1894), deutscher Jurist, Bankmanager und Politiker, MdR
- John North (Philologe) (1645–1683), englischer Altphilologe
- John North (Footballspieler) (1921–2010), amerikanischer American-Football-Spieler und -Trainer
- John A. North (* 1938), britischer Althistoriker
- John David North (1934–2008), britischer Museologe und Wissenschaftshistoriker
- John Thomas North (Salpeterkönig; 1842–1896), britischer Geschäftsmann
- John W. North (1815–1890), amerikanischer Politiker
- Kent North (1971–2007), britischer Pornodarsteller
- Klaus North (* 1954), deutscher Wirtschaftswissenschaftler
- Lowell North (1929–2019), US-amerikanischer Ingenieur, Geschäftsmann und Segler
- Marcel North (1923–1998), Schweizer Maler, Kupferstecher, Illustrator und Bühnenbildner
- Marianne North (1830–1890), britische Illustratorin
- Michael North (* 1954), deutscher Historiker und Hochschullehrer
- Nathaniel North (um 1671–um 1716), auf Bermuda geborener Pirat
- Nigel North (* 1954), britischer Lautenist
- Nolan North (* 1970), US-amerikanischer Schauspieler und Synchronsprecher
- Oliver North (* 1943), US-amerikanischer Marineinfanterieoffizier
- Peter North (* 1957), US-amerikanischer Schauspieler und Pornodarsteller
- Piers North, 10. Earl of Guilford (* 1971), britischer Adliger und Politiker
- Robert North (Filmproduzent) (1884–1976), US-amerikanischer Filmproduzent
- Robert North (Tänzer) (* 1945), US-amerikanischer Tänzer und Choreograph
- Robert C. North (1914–2002), US-amerikanischer Politikwissenschaftler
- Roger North (1653–1734), englischer Rechtsanwalt und Musiktheoretiker
- Roger North, 2. Baron North (1530–1600), englischer Politiker
- Sheree North (1932–2005), US-amerikanische Schauspielerin
- Solomon Taylor North (1853–1917), US-amerikanischer Politiker
- Sterling North (1906–1974), US-amerikanischer Schriftsteller
- Ted North (1916–1975), US-amerikanischer Schauspieler
- Thomas North (1523–1601), englischer Seekapitän und Übersetzer
- William North (1755–1836), US-amerikanischer Politiker
- William North, 6. Baron North (1678–1734), britischer Adliger, General und Politiker